# Cirrus Kelvin-Helmholtz

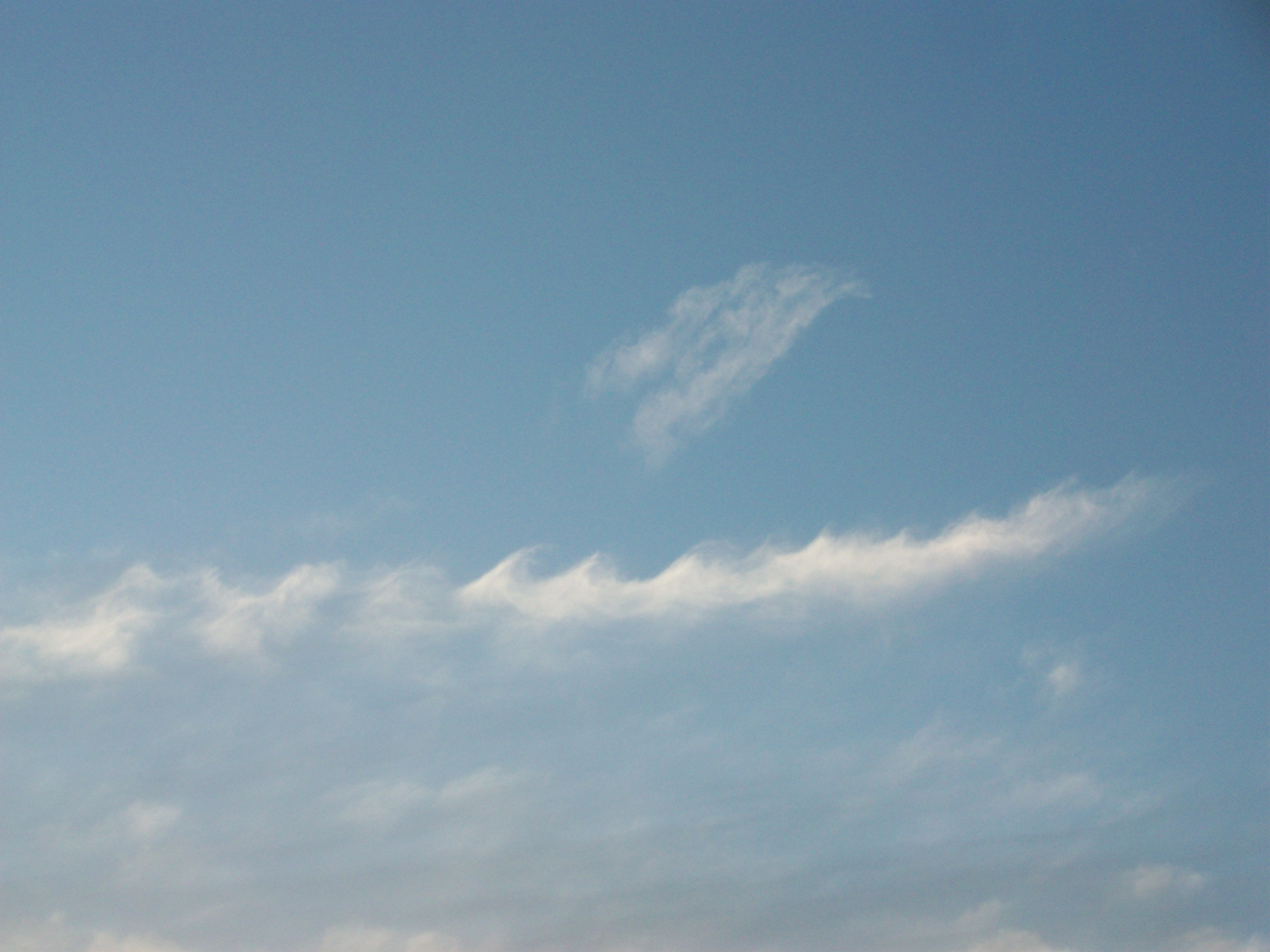
Cirrus fluctus

Cirrus fluctus, são nuvens do tipo Cirrus. Seu nome é proveniente do fenômeno denominado  Instabilidade Kelvin-Helmholtz. Trata-se de um fenômeno natural, que ocorre quando a parte de cima da nuvem está em uma velocidade superior á parte de baixo, criando as ondas.

## Tipos
Tipos de nuvens Cirrus:
- Cirrus castellanus
- Cirrus radiatus
- Cirrus uncinus
- Cirrus fibratus
- Cirrus spissatus
- Cirrus intortus
- Cirrus vertebratus
- Cirrus floccus
- Cirrus duplicatus
- Cirrus mammatus